# Heart of Midlothian FC
A Heart of Midlothian FC (amelyet leggyakrabban Hearts-ként emlegetnek) egy edinburgh-i labdarúgóklub, amely a Scottish Premier League-ben játszik. Városi riválisuk a Hibernian, az egymás elleni mérkőzésük az Edinburgh derby. A Hearts négyszeres bajnok, hétszeres kupagyőztes, és négy alkalommal végzett az első helyen a skót ligakupában.
A csapat stadionja a 17 420 férőhelyes (mind ülőhely) Tynecastle Stadium, ami Edinburgh Gorgie nevű kerületében található. Eddig ebben a stadionban kilencszer lépett pályára a skót válogatott, igaz, ezek közül csak kettő volt a második világháború után.

## Rivalizálás
A Hearts ősi riválisa a másik edinburghi klub, a Hibernian. Első meccsüket 1875 karácsonyán játszották, és a Hearts 1-0-ra nyert. Legemlékezetesebb összecsapásuk az 1896-os Skót Kupa-döntő volt (az egyetlen Skót Kupa-döntő, amit nem Glasgowban rendeztek), ekkor a Hearts 3-1-re győzött.

## Kabalák
A klub kabalái Tynie és Teenie tigrisek, akik először 2006. augusztus 6-án voltak kinn a Tynecastle Stadiumban, amikor a Hearts Roman Bednar kései góljával 2-1-re legyőzte a Celticet.

## Klubhimnusz
A klub "himnuszát" a St. Mirren-szurkoló skót komikus, Hector Nicol írta és adta elő.

## Sikerek

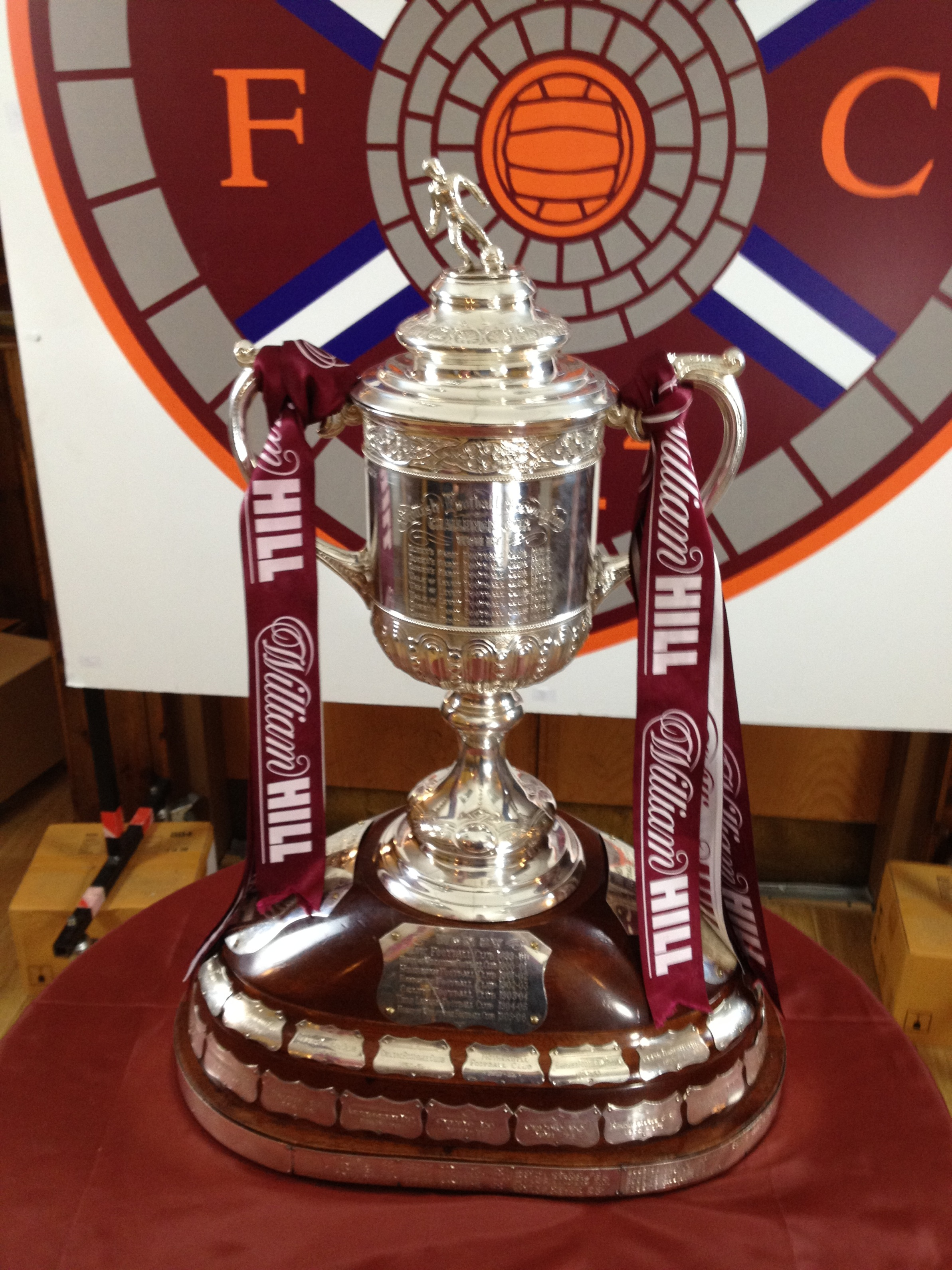
A 2012-es Skót labdarúgókupa a Heart színeiben

- Scottish Premier League
  - Győztes (4):

1894–1895, 1896–1897, 1957–1958, 1959–1960
- - Ezüstérmes (14):

1893–1894, 1898–1899, 1903–1904, 1905–1906, 1914–1915, 1937–1938, 1953–1954, 1956–1957, 1958–1959, 1964–1965, 1985–1986, 1987–1988, 1991–1992, 2005–2006
- Skót Kupa-győztes: 8

1890–1891, 1895–1896, 1900–1901, 1905–1906, 1955–1956, 1997–1998, 2005–2006, 2011–2012
- Skót Ligakupa-győztes: 4

1954–1955, 1958–1959, 1959–1960, 1962–1963

## Klubrekordok
- Legmagasabb hazai nézőszám tétmeccsen (Tynecastle Stadium):  53 396, a Rangers ellen, a Skót Kupában, 1932. február 13.
- Legmagasabb hazai nézőszám barátságos meccsen (Murrayfield Stadium): 57 857, a Barcelona ellen, 2007. július 28. (megj.: itt hivatalosan a Barca volt a hazai csapat)
- Legmagasabb átlagnézőszám: 28 195, az 1948–1949-es szezonban, 15 meccsen
- Legtöbb válogatottsággal randelkező játékos: Steven Pressley (Skócia), 32
- Legtöbb tétmeccs: Gary Mackay, 640 (515 bajnoki-, 58 kupa-, 46 ligakupa-, 21 egyéb mérkőzés), 1980–1997
- Legtöbb bajnoki mérkőzés: Gary Mackay, 515, 1980–1997
- Legtöbb bajnoki gól: John Robertson, 214, 1983–1998
- Legtöbb gól egy szezonban: Barney Battles, 44, 1930–1931
- Legtöbb cím: John Cumming, 2 bajnoki cím, 1 kupa, 4 ligakupa, 1954–1962
- Legdrágábban vett játékos: Mirsad Bešlija, 850 000 font, KRC Genk, 2006
- Legdrágábban eladott játékos: Craig Gordon, 9 millió font, Sunderland AFC, 2007 (a valaha volt legdrágább brit kapus)

## Játékosok

### Jelenlegi keret
2018. augusztus 22-én frissítve.
| #  |     | Poszt | Név                                             |
| -- | --- | ----- | ----------------------------------------------- |
| 1  | CZE | K     | Zdeněk Zlámal                                   |
| 2  | NIR | V     | Michael Smith                                   |
| 3  | IRL | V     | Jimmy Dunne (kölcsönben a Burnley-től)          |
| 4  | SCO | V     | John Souttar                                    |
| 5  | AUT | V     | Peter Haring                                    |
| 6  | SCO | V     | Christophe Berra (c)                            |
| 7  | AUS | KP    | Oliver Bozanic                                  |
| 8  | ENG | KP    | Olly Lee                                        |
| 10 | CMR | KP    | Arnaud Djoum                                    |
| 12 | DEN | KP    | Danny Amankwaa                                  |
| 13 | IRL | K     | Colin Doyle                                     |
| 14 | SCO | CS    | Steven Naismith (kölcsönben a Norwich City-től) |
| 16 | NIR | V     | Aaron Hughes                                    |
| 17 | AUS | V     | Ben Garuccio                                    |
| 18 | SCO | CS    | Steven MacLean                                  |

| #  |     | Poszt | Név              |
| -- | --- | ----- | ---------------- |
| 19 | ENG | CS    | Uche Ikpeazu     |
| 20 | SCO | KP    | Harry Cochrane   |
| 21 | SCO | KP    | Anthony McDonald |
| 22 | AUS | KP    | Ryan Edwards     |
| 23 | IRE | KP    | Jake Mulraney    |
| 25 | SCO | V     | Jamie Brandon    |
| 26 | CAN | V     | Marcus Godinho   |
| 30 | USA | K     | Kevin Silva      |
| 31 | NIR | KP    | Bobby Burns      |
| 32 | SCO | KP    | Ross Callachan   |
| 33 | FRA | KP    | Malaury Martin   |
| 34 | SCO | K     | Kelby Mason      |
| 35 | IRL | CS    | Aidan Keena      |
| 38 | SCO | KP    | Callumn Morrison |

### Kölcsönben más csapatnál
| #  |          | Poszt | Név                               |
| -- | -------- | ----- | --------------------------------- |
| -- | portugál | V     | José Gonçalves (a Nürnbergben)    |
| 22 | skócia   | CS    | Calum Elliot (a Livingstoneban)   |
| 41 | skócia   | V     | John Armstrong (a Cowdenbeathben) |

## Menedzserek
| - Peter Fairley (1901–1903) - William Waugh (1903–1908) - James McGhee (1908–1909) - John McCartney (1910–1919) - William McCartney (1919–1935) - David Pratt (1935–1937) - Frank Moss (1937–1940) - David McLean (1941–1951) - Tommy Walker (1951–1966) - John Harvey (1966–1970) - Bobby Seith (1970–1974) - John Hagart (1974–1977) - Willie Ormond (1977–1980) - Bobby Moncur (1980–1981) - Tony Ford (1981) - Alex MacDonald (1982–1990) (Sandy Jardine-nal 1986–1988) - Joe Jordan (1990–1993) | - Sandy Clark (1993–1994) - Tommy McLean (1994–1995) - Jim Jefferies (1995–2000) - Craig Levein (2000–2004) - John Robertson (2004–2005) - George Burley (2005) - Graham Rix (2005–2006) - Valdas Ivanauskas (2006–2007) - Eduard Malofeev (2006) - Anatoly Korobochka és Stephen Frail (2007–2008) - Stephen Frail (2008, megbízottként) - László Csaba (2008–2010) - Jim Jefferies (2010–2011) - Paulo Sérgio (2011–2012) - John McGlynn (2012–2013) - Gary Locke (2013–2014) - Robbie Neilson (2014–) |

## Külső hivatkozások
- Hivatalos weboldal (angolul)
- A BBC honlapján (angolul)
- Statisztikák (angolul)